# Lucas França
Lucas Oliveira de França, genannt Lucas França, (* 19. Januar 1996 in São Paulo) ist ein brasilianischer Fußballspieler.

## Karriere
Lucas França wurde in São Paulo geboren und wuchs in Alhandra auf. Im CS Paraibano in João Pessoa, welches 46 Kilometer von Alhandra entfernt ist, begann er mit dem Fußballspielen auf Sand. Als 15-Jähriger wechselte França in den Nachwuchsbereich vom Cruzeiro EC. Hier schaffte er 2016 den Sprung in den Profikader. Den ersten Einsatz für den A-Kader von Cruzeiro bekam França in der Série A in der Saison 2016. Im Auswärtsspiel gegen den SC Corinthians am 9. August 2016 stand er in der Startelf. In der Saison kam er noch zu zwei weiteren Einsätzen. Aufgrund der Verletzung des nominell ersten Torhüters Fábio stand er danach weiterhin regelmäßig im Kader. Erst in der Primeira Liga do Brasil 2017 kam er zu einem weiteren Einsatz. Beim Gewinn der Copa do Brasil 2017 durch Cruzeiro stand França mehrmals im Kader, kam aber zu keinen Einsätzen.
Anfang August 2018 wurde França an Nacional Funchal für ein Jahr ausgeliehen, um weitere Erfahrungen zu sammeln. Sein erstes Pflichtspiel für Nacional bestritt França in der Primeira Liga am sechsten Spieltag der Saison 2018/19. Im Heimspiel gegen den CD Santa Clara am 30. September 2018 stand er in der Startelf. Mit dem Ende der Saison kam auch das Ende des Leihgeschäftes und França kehrte nach Brasilien zurück. Im Juli wurde ein weiteres Leihgeschäft fixiert. Er kam bis zum Ende der Staatsmeisterschaft 2020 zum Ceará SC. Ohne weitere Einsätze in der Staatsmeisterschaft kam er Ende Mai 2020 zu Cruzeiro zurück. In der Série B 2020 bekam er in der Saison noch zwei Einsätze.
Zur Saison 2021 spielte França weiterhin keine Rolle in der Kaderplanung von Cruzeiro. Zur Entlastung des finanziellen angeschlagenen Klubs, wurde er Anfang Juni 2021 für die Austragung der Série B 2021 an den Ligakonkurrenten Guarani FC ausgeliehen. Nachdem Cruzeiros Reservetorhüter Vitor Eudes nach Madeira zu Marítimo Funchal wechselte, holte der Klub França Anfang August bereits wieder zurück.
Nachdem sein Vertrag mit Cruzeiro im Februar 2022 geendet hatte, war er zunächst ohne weiteres Engagement. Erst Ende Juni des Jahres erhielt einen neuen Kontrakt. Er kehrte nach Portugal zu Nacional Funchal zurück. In der Rückrunde der Saison 2022/23 konnte sich França als Stammtorhüter etablieren. In der Folgesaison konnte man sich als Tabellenzweiter den Aufstieg in die Primeira Liga 2024/25 feiern.

## Erfolge
Cruzeiro
- Copa do Brasil: 2017
- Staatsmeisterschaft von Minas Gerais: 2018